# Felice di Molfetta
Felice di Molfetta (Terlizzi, 7 aprile 1940) è un vescovo cattolico italiano, dal 1º ottobre 2015 vescovo emerito di Cerignola-Ascoli Satriano.

## Biografia
Nasce a Terlizzi, nella città metropolitana di Bari e diocesi di Molfetta-Ruvo-Giovinazzo-Terlizzi, il 7 aprile 1940; frequenta la scuola media ed il ginnasio presso il seminario diocesano di Molfetta, mentre il liceo e i corsi filosofici e teologici presso il Pontificio Seminario Regionale Pugliese "Pio XI".

### Ministero sacerdotale
Il 29 giugno 1966 è ordinato presbitero per la diocesi di Terlizzi dal vescovo Achille Salvucci. Consegue la laurea in teologia alla Pontificia Università Lateranense e la licenza in teologia liturgica presso il Pontificio Istituto Liturgico Sant'Anselmo. Nel corso del suo ministero presbiterale, ricopre i seguenti incarichi:
- prefetto d'ordine del seminario minore diocesano (1965-1966);
- vice-rettore ed economo del seminario minore diocesano (1966-1974);
- docente di teologia liturgica presso il Pontificio Seminario Regionale Pugliese "Pio XI" in Molfetta (1971-2000);
- rettore del seminario vescovile di Molfetta (1977-1986);
- canonico del Capitolo del duomo di Terlizzi (1978-2000);
- parroco presso la parrocchia dell'Immacolata in Terlizzi (1986-2000);
- vicario episcopale per la pastorale (1994-2000).

Insegna, inoltre, teologia liturgica anche presso gli istituti di scienze religiose di Trani, di Nardò e di Bari, mentre a livello diocesano è anche direttore dell'Ufficio liturgico e cerimoniere vescovile, docente di religione presso la scuola media e l'istituto commerciale di Molfetta, co-direttore del bollettino diocesano Luce e vita, assistente spirituale dei Lupetti, membro del Consiglio presbiterale, direttore del Centro regionale di Pastorale Liturgica e consigliere del Centro di Apostolato Liturgico. Svolge anche il ruolo di guida spirituale delle Suore missionarie dell'oratorio in Giovinazzo. Pubblica numerosi studi ed articoli su alcune riviste teologiche, come la Rivista di Scienze Religiose, Servizio della Parola, Bollettino Diocesano, Rivista di Liturgia.
Dal 1982 è cappellano di Sua Santità.

### Ministero episcopale
Il 29 aprile 2000 è nominato vescovo di Cerignola-Ascoli Satriano; riceve la consacrazione episcopale il 1º luglio dello stesso anno a Terlizzi dall'arcivescovo di Otranto, nominato da pochi giorni in quanto prima ordinario della diocesi di Molfetta-Ruvo-Giovinazzo-Terlizzi, Donato Negro, co-consacranti Giovanni Battista Pichierri, arcivescovo di Trani-Barletta-Bisceglie, e Marcello Semeraro, vescovo di Oria (poi arcivescovo e cardinale). Il 15 luglio 2000 fa il suo ingresso in diocesi. 
Sempre nel 2000 diventa segretario della Commissione Episcopale per la Liturgia della Conferenza episcopale italiana. Al termine del suo mandato quinquennale, nel 2005 diventa presidente della stessa commissione e del Centro di Azione Liturgica.
Nel 2005, conclusa la visita pastorale alla diocesi, dà il via ai lavori di restauro della chiesa madre di Cerignola e all'istituzione di un museo diocesano ad Ascoli Satriano, inaugurato il 24 luglio 2007, per conservare e valorizzare le opere d'arte e gli oggetti liturgici più rilevanti provenienti dalla concattedrale e da altre chiese del territorio diocesano.
La sua posizione in materia liturgica è di piena condivisione della riforma liturgica seguita al Concilio Vaticano II, con un'esplicita preclusione nei confronti della forma extraordinaria del rito romano. Tuttavia, ammette con decisione che dalla presentazione dell'eucaristia in dimensione conviviale a danno della dimensione sacrificale derivano gli abusi liturgici delle celebrazioni e ritiene che la dimensione conviviale sia secondaria rispetto a quella sacrificale.
Il 23 luglio 2009, a conclusione del processo diocesano, invia alla Congregazione per le cause dei santi la positio del servo di Dio don Antonio Palladino, che ha spesso indicato ai suoi sacerdoti come modello da imitare.
Il 1º ottobre 2015 papa Francesco accoglie la sua rinuncia al governo pastorale della diocesi per raggiunti limiti di età.
Unitamente all'arcivescovo di Bari-Bitonto Francesco Cacucci e al vescovo di Andria Raffaele Calabro è co-consacrante del suo successore alla guida della diocesi di Cerignola-Ascoli Satriano, Luigi Renna.

## Genealogia episcopale
La genealogia episcopale è:
- Cardinale Scipione Rebiba
- Cardinale Giulio Antonio Santori
- Cardinale Girolamo Bernerio, O.P.
- Arcivescovo Galeazzo Sanvitale
- Cardinale Ludovico Ludovisi
- Cardinale Luigi Caetani
- Cardinale Ulderico Carpegna
- Cardinale Paluzzo Paluzzi Altieri degli Albertoni
- Papa Benedetto XIII
- Papa Benedetto XIV
- Papa Clemente XIII
- Cardinale Marcantonio Colonna
- Cardinale Giacinto Sigismondo Gerdil, B.
- Cardinale Giulio Maria della Somaglia
- Cardinale Carlo Odescalchi, S.I.
- Cardinale Costantino Patrizi Naro
- Cardinale Lucido Maria Parocchi
- Papa Pio X
- Papa Benedetto XV
- Papa Pio XII
- Cardinale Carlo Confalonieri
- Cardinale Corrado Ursi
- Arcivescovo Cosmo Francesco Ruppi
- Arcivescovo Donato Negro
- Vescovo Felice di Molfetta